# معاملة المثليين في الفلبين
يواجه الأشخاص من المثليين والمثليات ومزدوجي التوجه الجنسي والمتحولين جنسياً (اختصاراً: مجتمع الميم) في الفلبين تحديات قانونية واجتماعية لا يواجهها غيرهم من المغايرين جنسيا، ولكنها تعتبر تقدمية نسبيا في المعايير الآسيوية إذ تعتبر واحدة من أكثر الدول الصديقة للمثليين في آسيا. احتلت البلاد المرتبة العاشرة الأكثر صداقة للمثليين في استطلاع عالمي عام 2013 شمل 39 دولة، حيث تقبلت 17 دولة فقط بأغلبية المثلية الجنسية. بعنوان «الفجوة العالمية حول المثلية الجنسية»، أظهر الاستطلاع الذي أجراه مركز بيو للأبحاث أن 73% من البالغين الفلبينيين وافقوا على القول بأن «المثلية الجنسية يجب أن يقبلها المجتمع»، بزيادة 9 نقاط مئوية من 64% في عام 2002. وتعتبر الأسباب الرئيسية لارتفاع النسبة المئوية لقبول مجتمع الميم في الفلبين هي (1) وجهة نظر الأرخبيل التاريخية واحترام الأدوار الجندرية وغير القائمة على أساس الجندر قبل القرن الثاني عشر والتي كانت في الثقافات الأصلية قبل أسلمة وتمسح الأرخبيل و (2) الوسائط العامة الحالية (التلفزيون، والكتابات، والإذاعة، ووسائل التواصل الاجتماعي) التي سلطت الضوء على معاناة عدد لا يحصى من مجتمع الميم الفلبينيين في بلدهم بسبب الحقبة المستعمرة والأديان المستعمرة.
في العصر الكلاسيكي للبلاد، وقبل الاحتلال الإسباني، قبل سكان الولايات والأرخبيل داخل الأرخبيل المثلية الجنسية. كان للمثليين جنسياً دور بابايلان، أو قائد روحي محلي كان صاحب العلم والفنون والأدب. في غياب داتو المجتمع، تم تقديم بابايلان، مثليين أم لا، كقادة المجتمع. خلال الحركات الإسلامية في مينداناو التي بدأت في بورنيو، قامت المعتقدات الإسلامية بإلغاء القبول الأصلي للمثليين. ومع ذلك، استمرت الدول والبارانغيات التي حافظت على ثقافاتها غير الإسلامية في قبول المثلية الجنسية. خلال الاستعمار الإسباني، غرس الإسبان بقوة الكاثوليكية الرومانية للسكان الأصليين مما أدى إلى نهاية قبول المثلية الجنسية في معظم سكان الأرخبيل. أدت هذه الجذور الكاثوليكية العميقة على مستوى البلاد (وبعض الجذور الإسلامية في مينداناو) من الحقبة الاستعمارية إلى الكثير من التمييز والقمع لمجتمع الميم في الوقت الحاضر.
يظل مجتمع الميم الأقليات في البلاد اليوم. غالبًا ما يواجه الأشخاص من المثليات والمثليين ومزدوجي التوجه الجنسي والمتحولين جنسيا صعوبات في الحصول على وظائف، والحصول على حقوق الزواج المدني، وحتى في بدء أعمال تجارية شخصية. معظم الأفراد من مجتمع المثليين لديهم أيضًا معدل تفكير أكبر في الانتحار والقيام بالانتحار مقارنة مع غير المثليين جنسياً. وفقًا لبحث دولي، فإن 10% من سكان العالم هم من الناحية النظرية جزء من مجتمع المثليين، سواء أكانوا معلنين لذلك أو لا، بما في ذلك 12 مليون فلبيني قد يتعرضون للتمييز على أساس من هم. وقد أدى ذلك إلى ظهور قضية حقوق المثليين، والتي تسعى إلى الحق في المساواة وعدم التمييز. بصفتها عضوًا في الأمم المتحدة، وقعت الفلبين على العديد من المواثيق الدولية التي تعزز حقوق الإنسان.

## تاريخ

### فترة ما قبل الاستعمار

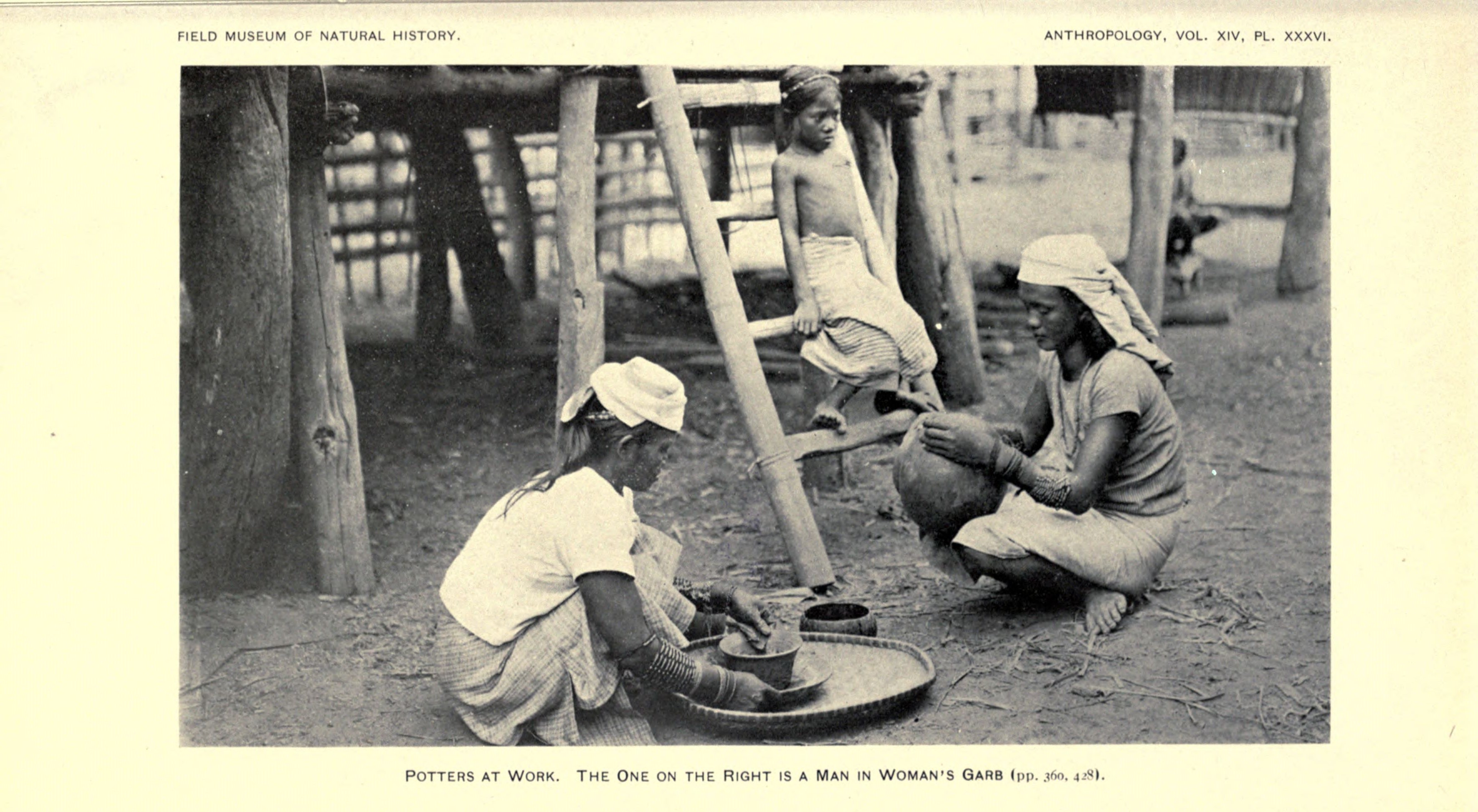
رجل بابايلان (على اليمين) يصنع الفخار

شغل الكهنة، أو بابايلان، مناصب السلطة كقادة دينيين أو معالجين في بعض المجتمعات الفلبينية ما قبل الاستعمار. في بعض الأحيان، تولى الرجال من ذوي شهوة الملابس المغايرة أو الرجال المتأنثون دور بابايلان من النساء.
شغل بابايلان، والذين كانوا يعرفون ب «كاتالونان» (katalonan)، بايوغوين (bayoguin)، بايوك (bayok)، أغي-نغين (agi-ngin)، أسوغ (asog)، بيدو (bido)، وبيناباي (binabae) اعتمادا على المجموعة العرقية في المنطقة، مناصب مهمة في المجتمع. كان الزعماء الروحيون للمجتمعات الفلبينية، الذين كلفوا بمسؤوليات تتعلق بالطقوس والزراعة والعلوم والطب والأدب وغير ذلك من أشكال المعرفة التي يحتاجها المجتمع. وفي ظل عدم وجود داتو، وبابايلان كان من الممكن أن يتولوا مسؤولية المجتمع كله.
ارتبط دور بابايلان بمعظمه بالإناث، ولكن كان بابايان من الرجال موجودين أيضا. تسجل الروايات التاريخية المبكرة وجود بابايلان من الرجال الذين كانوا يرتدون الملابس النسائية وبتصرفون بسلوك امرأة. لم يكن التشريح هو الأساس الوحيد للجنس. يعتمد كون الشخص ذكرًا أو أنثى على المهنة والمظهر والأفعال والجنس. يمكن للبابايلان من الرجال المشاركة في علاقات رومانسية وجنسية مع رجال آخرين دون أن يحكم عليهم المجتمع.
قبل مجتمع ما قبل الاستعمار كان التحول الجنسي وشهوة الملابس المغايرة كجزء من ثقافتهم. عكست الطقوس التي قام بها بابايلان إعادة توحيد الأضداد، ذكوراً وإناثاً. لقد اعتقدوا أنه من خلال القيام بذلك، سيكونون قادرين على إظهار فاعلية روحية، والتي ستُستخدم لشفاء الانكسار الروحي. خارج هذه المهمة، يقوم بابايلان من الرجال في بعض الأحيان بالعلاقات الجنسية المثلية. بالإضافة إلى ذلك، تجسد العديد من القصص من الأدب الشفهي الأصلي تمثيل شخصيات مجتمع الميم من خلال الآلهة وما شابه.
خلال أسلمة مينداناو، طردت البارانجيات والدول التي تأثرت بالإسلام اعتقاد قبول المثلية الجنسية. ومع ذلك، استمرت الدول والبارانجيات غير المسلمة في ممارسة القبول على المثلية الجنسية وثقافات ونظم المعتقدات حول الجندر.

### فترة الاستعمار الإسباني
قدم الغزاة الإسبان ثقافة السلطة الأبوية إلى الفلبين ما قبل الاستعمار. كان من المتوقع أن يبرهن الذكور على الرجولة في مجتمعهم، في إشارة إلى الرجولة الإسبانية أو الإحساس القوي بأنهم رجال. بينت أدلة الاعتراف الصادرة عن الرهبان الإسبان خلال هذه الفترة أن السكان الأصليين كانوا يشتبه بأنهم مذنبين في أعمال السدومية والأفعال الجنسية المثلية. خلال القرن السابع عشر والثامن عشر، أحرق المسؤولون الإسبان السدوميين لتطبيق المرسوم الذي أصدره بيدرو هورتادو ديسكويبل، رئيس أودينسيا.
تم تعيين داتو كضباط إسبان في حين تم تحويل بابايلان لتخفيف مخاوف السكان الأصليين. أثرت إزالة نظام داتو للحكم المحلي على بابايلان الذين اختفوا في نهاية المطاف مع الاستعمار الاسباني. ولم تناقش القضايا حول التوجه الجنسي والهوية الجنسية على نطاق واسع بعد الاستعمار الإسباني.
طوال الفترة الاستعمارية الإسبانية، تم تسجيل العديد من الروايات عن بابايلان. ثلاثة أبرزها هي تلك من بابايلان من شعب هيليغينون اسمه تابارا، بابايان من شعب سيبوانو اسمه بونسيانو إلوفري، بابايلان من شعب هيليغينون آخر اسمه غريغوريو لامبينو.
في 1663، لاحظت رواية عن أحد الكهنة يدعى خوان فرنانديز أن باباييلان باسم تابارا أو تابار من مدينة لامبوناو، من مقاطعة إيلويلو قاد ثورة ضد الإسبان. تم وصف تابارا بأنه «صوفي يرتدي ملابس النساء ويتصرف مثل الأنثى».
في أواخر القرن التاسع عشر، كان هناك اثنان من كبار بابايلان قادوا الثورات ضد إسبانيا. الأول هو يرتدي التنورة ويُزعم أنه من مزدوجي التوجه الجنسي (سيلاهيس) بونسيانو إلوفري. وكان بابايلان من الرجال الآخر هو غريغوريو لامبينو.

### فترة الاستعمار الأمريكي
شهدت أربعة عقود من الاحتلال الأمريكي نشر وتنظيم النشاط الجنسي من خلال وسائل الإعلام الحديثة والتعلم الأكاديمي الموحد. عززه التأثير المتزايد للطب الحيوي الغربي، فقد تصور وعياً جنسياً محدداً تم فيه اعتبار «المثلية الجنسية» والتمييز ضدها على أنها هوية مرضية. تم تحديد المثليين جنسيا الفلبينيين في نهاية المطاف إلى هذه الهوية القمعية وبدأو الانخراط في مشاريع انقلاب، وترسيخ التباين بين المثلي والمغاير وأصبحت بارزة على نحو متزايد في منطق العامة النفسي الجنسي.
على الرغم من أن الاستعمار الأمريكي جلب المفهوم الغربي المتمثل في "المثليين" وكل السخط حيال ذلك حينها، إلا أنه عاد في نفس الوقت لخدمة الغايات التحررية. في حين أنه وصم الهوية الجنسية المثلية المحلية، إلا أن نفس الاستعمار أتاح نقاشًا وبالتالي موقفًا استطراديًا مكّن باكلا (bakla) من المثليين من الكلام. خلال فترة الاستعمار الجديد في الستينيات من القرن الماضي، بدأ التاريخ المفاهيمي لثقافة المثليين في الفلبين في الظهور، حيث "لغة من الثقافات من الرجال المثليين في المناطق الحضرية التي تستخدم عناصر من التاغالوغ والإنجليزية والإسبانية واليابانية، وكذلك العلامات "الأسماء والعلامات التجارية العلامة التجارية" المتقدمة، غالبا ما يشار اليها كحديث السيف (swardspeak) أو الحديث المثلي (gayspeak) أو باكليس (baklese). كما بدأ الأدب المثلي المتمحور حول الفلبين في الظهور خلال هذه الفترة. شهدت التطورات الأخرى في أدب المثليين والتعلم الأكاديمي المظاهرات الأولى التي قام بها نشطاء سياسيون من المثليين، وخاصة مسيرات الفخر الخاصة بالمثليين.
كان كريتولو ترينيداد لونا (1903-1970)، المعروف أيضًا باسم بولونغ، شخصية معروفة من مجتمع المثليين من هذا العصر (والذي أصبح معروفا فقط بعد التسعينيات).
خلال الاحتلال الياباني للفلبين، تم إجبار العديد من المثليين الفلبينيين على ممارسة العبودية الجنسية، كنساء المتعة، بما في ذلك العديد من الرجال. تم سرد قصة وولتيرينا ماركوفا في فيلم عام 2000 بعنوان ماركوفا: مثلي الراحة (بالإنجليزية: Markova: Comfort Gay)‏. توفي في عام 2005 دون أي تعويض من الحكومة اليابانية، مثل غالبية نساء ورجال المتعة الفلبينيات.

### الحكم العرفي
أثناء تنفيذ الحكم العرفي، تم إسكات المواطنين عن طريق الجيش. لم يكن للناس، بما في ذلك مجتمع الميم، صوت خلال هذه الفترة، وتعرض الكثير منهم للمضايقة والتعذيب. بناء على طلب من إيميلدا ماركوس، تم نشر كتاب معادي للمثليين يوضح الحالة الصعبة لثقافة المثليين في نفس الوقت الذي يتم فيه إسكات جميع الحركات التقدمية الأخرى في البلاد عسكريًا. فر الكثير من المثليين أو تم نفيهم قسراً إلى الولايات المتحدة حيث انضم بعضهم إلى الحركات التي تدافع عن حقوق المثليين. استجاب المجتمع لهذا من خلال استخدام العديد من الوسائط، مثل فيلم «مانيلا في الليل» من ثمانينيات القرن العشرين، والذي يقدم شخصية من مجتمع الميم في قصته. عندما انتهى النظام، عاد المنفيون إلى الفلبين، وقدموا أفكارًا جديدة عن مفاهيم المثليين والمثليات.

### عقد 1960 - عقد 1970 - عقد 1980
ظهر «سواردسبيك» (Swardspeak)، وهو شكل من اللغات العامية التي يستخدمها المثليون، في عقد 1960. وشهدت هذه الحقبة أيضًا شهرة المغنية والممثلة هيلين كروز، وهي ناشطة رائدة في مجال المتحولين جنسياً. خلال السبعينيات والثمانينيات، تأثرت المفاهيم الفلبينية للمثليين إلى حد كبير بالمفاهيم الغربية. وفقًا لتقرير «كون الشخص من مجتمع الميم في آسيا: تقرير بلد الفلبين»، فإن الأشخاص من مجتمع الميم الذين تعرضوا للمفهوم الغربي بأنهم «مثليون» بدأوا في التداخل مع أشخاص من مجتمع الميم الآخرين، بدلاً من الأشخاص المغايرين. مع نهاية الثمانينات، حدثت زيادة في الوعي بالفلبينيين المثليين. في عام 1984، تم إنتاج عدد من مسرحيات المثليين. تناولت المسرحيات التي تم إصدارها خلال الفترة المذكورة عملية الإفصاح عن الميول المثلية من قبل المثليين.

### عقد 1990
استنادًا إلى تقرير صادر عن الوكالة الأمريكية للتنمية الدولية، بالشراكة مع برنامج الأمم المتحدة الإنمائي، بعنوان «كون الشخص من مجتمع الميم في آسيا: تقرير بلد الفلبين»، كتب مجتمع الميم في أوائل التسعينيات عدة كتب رفعت الوعي حول انتشار مجتمعات الميم، مثل لادلاد، في عام 1993 مختارات من كتاب المثليين الفلبينيين الذي حرره دانتون ريموتو وجي نيل جارسيا، وكتاب «حب مختلف: أن تكون مثليًا في الفلبين» لمارغريتا غو سينغكو هولمز في عام 1994. كما يمثل هذا العقد أول مظاهرة من قبل منظمة قطاع مجتمع الميم في البلاد بمشاركة مجموعة للمثليات تدعى «تجمع المثليات» (بالإنجليزية: Lesbian Collective)‏، حيث إنضموا إلى مسيرة اليوم العالمي للمرأة لعام 1992. تم تنظيم مسيرة أخرى من قِبل «بروغاي الفلبين» (بالإنجليزية: ProGay Philippines)‏ و «ام سي سي الفلبين» (بالإنجليزية: MCC Philippines)‏، بقيادة أوسكار أتاديرو وفر. ريتشارد ميكلي، عندما نظموا مسيرة فخر المثليين في 26 يونيو 1994، والتي كانت أول مسيرة فخر المثليين يتم تتظيمها في بلد في آسيا والمحيط الهادئ. طوال العقد، تم تشكيل منظمات للمثليين مختلفة مثل كنائس ميتروبوليتان المجتمعية في عام 1991، و «آب بابايلان» (بالإنجليزية: UP Babaylan)‏ في عام 1992، و«بروغاي الفلبين» (بالإنجليزية: ProGay Philippines)‏ في عام 1993، ووفقًا للتقرير، فإن التسعينات هي «صانع محتمل لظهور حركة المثليين في الفلبين». في عام 1998، أصبح حزب عمل أكبايان للمواطنين أول حزب سياسي يتشاور مع مجتمع الميم وساعد في إنشاء أول مجموعة ضغط للمثليين، شبكة الدفاع التشريعي عن المثليين والمثليات في عام 1999. اقترحت شبكة الدفاع التشريعي عن المثليين والمثليات تنقيحات لحقوق المثليين في عام 1999 وقدمت مشروع قانون لمكافحة التمييز في عام 2000.

### الوقت الحالي (2000 - حتى الآن)
كانت حركة المثليين نشطة للغاية في الألفية الثالثة. في بداية الألفية الثالثة، تم تشكيل المزيد من منظمات المثليين لتلبية الاحتياجات المحددة، بما في ذلك الصحة الجنسية (وخاصة فيروس نقص المناعة البشرية)، والدعم النفسي الاجتماعي، والتمثيل في الأحداث الرياضية، والاحتياجات الدينية والروحية، والتمثيل السياسي. على سبيل المثال، تم تأسيس الحزب السياسي لادلاد من قِبل دانتون ريموتو، وهو ناشط مثلي، في عام 2003. وقد أظهر مجتمع الميم أيضًا نشاطه في القرن الواحد والعشرين من خلال مسيرة فخر مترو مانيلا الذي عقد في لونيتا بارك في 27 يونيو 2015، تحت شعار «الكفاح من أجل الحب: إيبا إيبا. ساما-ساما». تهدف هذه الحركة إلى تذكير الأمة بأن الكفاح من أجل حقوق المثليين هو كفاح من أجل حقوق الإنسان. ويدعو النشطاء الفلبين إلى الاعتراف بأصوات الناس من مختلف التوجهات الجنسية والهويات الجندرية. في الوقت الحاضر، لا يوجد أي منظمة تجمع منظمات المثليين في الفلبين. لذلك، تميل المنظمات إلى العمل بشكل مستقل عن بعضها البعض. بسبب هذه الانقسامات، لا يوجد أي أولوية للجهود، حيث تركز المنظمات على ما تعتبره مهمًا بالنسبة لهم.
في ديسمبر 2004، منعت مدينة مراوي المثليين من الخروج في الأماكن العامة وهم يرتدون ملابس أو مكياج أو أقراط «أو غيرها من الحلي للتعبير عن ميولهم للأنوثة». يحظر القانون الذي أقره مجلس مدينة مراوي أيضاً الجينز الأزرق الضيق، والقميص الضيق وغيرها من الملابس الضيقة. بالإضافة إلى ذلك، يجب على النساء (فقط) ألا «يحرضن على أفكار نجسة أو رغبات شهوانية». وقال رئيس البلدية إن هذه التحركات كانت جزءًا من حملة «التنظيف والتطهير». وسيرسم «المطاوعة» وهم الشرطة الدينية على وجوه الأشخاص الذين ينتهكون هذه القواعد علامة.
امتنع مندوب الفلبين الدائم لدى الأمم المتحدة عن التصويت في مجلس حقوق الإنسان التابع للأمم المتحدة لإنشاء الخبير المستقل للأمم المتحدة في الحماية من العنف والتمييز على أساس التوجه الجنسي والهوية الجندرية مدعوم من الأمم المتحدة، صوتت الدول الإسلامية وبعض دول أوروبا الشرقية ضد تأسيسه. ومع ذلك، صوتت بلدان من أوروبا الغربية والأمريكيتين بدعم من فيتنام وكوريا الجنوبية ومنغوليا لصالح إنشاءه. تم إنشاء الخبير المستقل للأمم المتحدة بعد أن صوتت غالبية الدول في الاجتماع لصالحها.
في عام 2016، أصبحت جيرالدين رومان أول امرأة متحولة جنسياً علنا تُنتخب في كونغرس الفلبين. بالإضافة إلى ذلك، تم انتخاب العديد من مجتمع الميم بشكل علني لمناصب الحكومة المحلية في جميع أنحاء الفلبين، بما في ذلك رؤساء البلديات أو المستشارين. في سامار الشمالية، يتم حكم بلدتين اثنتين من 24 بلدية في المحافظة من قبل رؤساء البلديات من مجتمع الميم. لدى كل من محافظات ألباي، سيبو، ليتة، نويفا فيزكايا وكزون وكذلك مترو مانيلا مسؤولون منتخبون من مجتمع الميم.
بعد بضعة أشهر من إنشاء الخبير المستقل للأمم المتحدة لحقوق المثليين، قام تحالف من الدول التي تقودها إفريقيا بخطوة لإزاحة الخبير. في نوفمبر 2016، صوت أعضاء الأمم المتحدة بأغلبية للاحتفاظ بخبير الأمم المتحدة في قضايا المثليين، لكن اختار ممثل الفلبين الامتناع عن التصويت مرة أخرى، على الرغم من الدعم القوي لللتصويت لصالح الاحتفاظ بالخبير من مختلف القطاعات في البلاد.
في أواخر عام 2016، فرضت وزارة الرعاية الاجتماعية والتنمية تحت الوزيرة جودي تاغويوالو سياسة، مع إدارة التعليم، حيث سمحت للطلاب باستخدام زي موحد يطابق هوياتهم الجندرية، وقبول الطلاب الذين يرتدون مثل الجنس الآخر.
في يوليو 2017، نفذت وزارة التعليم سياسة التعليم الأساسي المستجيبة للجندر، والتي تستلزم مراجعة مناهج المدارس العامة للنظر في جميع أشكال القوالب النمطية الجندرية، بما في ذلك مجتمع الميم. تنص السياسة أيضًا على مراعاة الأحداث المتعلقة بالجندر والتنمية في المدارس؛ مشيرا إلى أن يونيو يحتفل به باعتباره شهر فخر المثليين.
وفقًا لتقرير تجمع «آسيان سوجاي» الذي تم إصداره في نوفمبر 2017 بالتزامن مع قمة آسيان، فإن الفلبين تتحول إلى «الاتجاه لتكون أكثر انفتاحًا وقبولًا لقضايا مجتمع الميم» كما يظهر في صعود التعاون وقبول المسؤولين الحكوميين وخاصة في بلديات ومدن البلاد مثل مدينة زامبوانغا، مترو مانيلا، مترو سيبو، مترو دافاو، مدينة باغويو، وغيرها الكثير. ذكر التقرير أيضًا أن هناك أكثر من 20 وحدة حكومية محلية اعتمدت قوانين محلية بشأن المساواة بين الجنسين، لكن مدنيتين فقط - مدينة كويزون ومدينة سيبو - اعتمدت لوائح وقواعد تنفيذية حالية.
في 19 يونيو 2018، استمعت المحكمة العليا الفلبينية إلى مرافعات شفهية في فالكيس الثالث ضد السجل المدني العام وهي قضية تاريخية تسعى لتشريع زواج المثليين في الفلبين.

## قانونية النشاط الجنسي المثلي
لا تعتبر العلاقات الجنسية المثلية بين شخصين بالغين على انفراد جريمة، على الرغم من أن السلوك الجنسي أو المودة الجنسية التي تحدث في الأماكن العامة قد يخضع «الفضيحة الجسيمة» المجظور في المادة 200 من قانون العقوبات المعدل، والذي ينص على:
«المادة 200. الفضيحة الجسيمة. - تُفرض عقوبات من قبل رئيس البلدية والرقابة العامة على أي شخص يسيء إلى الآداب أو العادات الطيبة من خلال أي سلوك فاضح للغاية لا يندرج صراحةً في أي مادة أخرى من هذا القانون.»
في ديسمبر 2004، منعت مدينة مراوي المثليين من الخروج في الأماكن العامة وهم يرتدون ملابس أو مكياج أو أقراط «أو غيرها من الحلي للتعبير عن ميولهم للأنوثة». يحظر القانون الذي أقره مجلس مدينة مراوي أيضاً الجينز الأزرق الضيق، والقميص الضيق وغيرها من الملابس الضيقة. بالإضافة إلى ذلك ، يجب على النساء (فقط) ألا «يحرضن على أفكار نجسة أو رغبات شهوانية». وقال رئيس البلدية إن هذه التحركات كانت جزءًا من حملة «التنظيف والتطهير». وسيرسم «المطاوعة» وهم الشرطة الدينية على وجوه الأشخاص الذين ينتهكون هذه القواعد علامة. لم يطعن أي شخص أو كيان في الأمر في المحكمة.

## الاعتراف القانوني بالعلاقات المثلية
لاتقدم الفلبين أي اعتراف قانوني بزواج المثليين، الاتحاد المدني أو فوائد الشراكة المنزلية.
منذ عام 2006، تم تقديم ثلاثة مشاريع قوانين ضد زواج المثليين إلى مجلس الشيوخ والكونغرس. في أوائل عام 2011، قدم النائب رينيه ريلامباغوس مشروع قانون لتعديل المادة 26 من قانون الأسرة الفلبيني، لحظر «الزواج المحظور». على وجه التحديد، سعى هذا إلى منع الفلبين من الاعتراف بزواج المثليين الذي يتم عقده في الخارج. لم يتم التصويت على مشروع القانون.
في ديسمبر 2014، علق هيرمينيو كولوما جونيور، المتحدث باسم القصر الرئاسي، على زواج المثليين قائلاً: «يجب أن نحترم حقوق الأفراد في الدخول في مثل هذه الشراكات كجزء من حقوقهم الإنسانية، لكننا نحتاج فقط إلى انتظار المقترحات في الكونغرس».
بعد تشريع زواج المثليين في جمهورية أيرلندا من خلال استفتاء شعبي في مايو 2015، رأى المدافعون عن تقنين زواج المثليين في الفلبين إمكانية تقنينه بعريضة عامة. ولكن يعارض مؤتمر الأساقفة الكاثوليك في الفلبين، الفكرة على الرغم أنه قال أنه يدعم «المساواة للجميع». إلى حد القول بأن زواج المثليين و «الوقوع في الحب المثلي أمر خاطئ».
ينص قانون الأسرة في الفلبين في المواد 1 و 2 و 147، على التوالي:
«الزواج هو عقد خاص للوحدة الدائمة بين رجل وامرأة تم إبرامه وفقًا للقانون لتأسيس الحياة الزوجية والعائلية. إنه الأساس للأسرة ومؤسسة اجتماعية لا تنتهك حرمتها وطبيعتها وعواقبها وحوادثها يحكمها القانون وغير خاضع للنص، باستثناء أن تسويات الزواج قد تحدد علاقات الملكية أثناء الزواج ضمن الحدود المنصوص عليها في هذا القانون.» 
"لا يجوز أن يكون الزواج ساري المفعول، ما لم تكن هذه الشروط الأساسية موجودة:
(1) الأهلية القانونية للأطراف المتعاقدة التي يجب أن تكون ذكراً وأنثى؛ و
(2) الموافقة المقدمة في حضور الضابط الرسمي."
في 18 فبراير 2016، خلال الحملة الانتخابية الرئاسية، أعلن رودريغو دوتيرتي أنه في حالة فوزه في الانتخابات، فسوف يفكر في تشريع زواج المثليين إذا تم تقديم اقتراح إليه. فاز دوترتي في الانتخابات الرئاسية. ولكن في مارس 2017، قال دوترتي إنه يعارض شخصيًا زواج المثليين. في 17 ديسمبر 2017، غير دوتيرته موقفه من القضية، معربًا عن دعمه له مرة أخرى. كما أكد أنه خلال فترة ولايته، سيتم حماية وتغذية حقوق المثليين في الفلبين.
في أكتوبر 2016، أعلن رئيس مجلس النواب بانتاليون ألفاريز أنه سيقدم مشروع قانون لتشريع الاتحادات المدنية لكل من الشركاء المغايرين والشركاء المثليين. في 25 أكتوبر 2016، أبدى أكثر من 150 نائبًا دعمهم لمشروع القانون. قدم الفاريز مشروع قانون الشراكة المدنية في 10 أكتوبر 2017. يدعم مشروع القانون النواب جيرالدين رومان، غويندولين غارسيا، ورانيو أبو. في مجلس الشيوخ، تعهد كل من السيناتور المحافظين تيتو سوتو، جويل فيلانويفا، وين غاتشاليان، وماني باكيو بمنع مشروع القانون إذا تم تمريره في مجلس النواب. من ناحية أخرى، يتم مساندة مشروع القانون في مجلس الشيوخ من قبل ريسا هونتيفيروس وغريس بو. إذا تم إقرار مشروع القانون التاريخي الكونغرس، فستصبح الفلبين ثاني دولة في آسيا تقنن الاتحادات المدنية، بغض النظر عن الجندر.
أظهر استطلاع عام 2018 أن أقلية من الفلبينيين تؤيد زواج المثليين.

### زواج المثليين من قبل الحزب الشيوعي الفلبيني
يقوم كل من الحزب الشيوعي الفليبيني، وهو حزب محظور والجيش الشعبي الجديد التابع له، بعقد زواج المثليين بين أعضائه منذ عام 2005 في الأقاليم الخاضعة لسيطرتهم.

## الحماية من التمييز
تعالج ماغنا كارتا للعاملين الاجتماعيين العامين المخاوف المتعلقة بتمييز العاملين الاجتماعيين العامين بسبب توجههم الجنسية:
"المادة 17. حقوق العامل الاجتماعي العام. - يتمتع العاملون الاجتماعيون العامون بالحقوق التالية:
1.) الحماية من التمييز على أساس الجنس أو التوجه الجنسي أو السن أو المعتقدات السياسية أو الدينية أو الحالة المدنية أو الخصائص البدنية/الإعاقة أو العرق؛
2.) الحماية من أي شكل من أشكال التدخل أو التخويف أو المضايقة أو العقوبة، على سبيل المثال لا الحصر، إعادة التعيين التعسفي أو إنهاء الخدمة ، في أداء واجباته / مسؤولياتها "؛
تقدم ماغنا كارتا للنساء أيضًا نظرة ثاقبة بشأن واجبات الدولة تجاه الحفاظ على حقوق المرأة، بغض النظر عن توجهها الجنسي:
«تؤكد الدولة حقوق المرأة كحقوق الإنسان، وتكثف جهودها للوفاء بواجباتها بموجب القانون الدولي والمحلي من أجل الاعتراف بجميع حقوق الإنسان والحريات الأساسية للمرأة، ولا سيما النساء المهمشات، واحترامهن وحمايتهن وإعمالهن وتعزيزهن، في المجال الاقتصادي والمجالات الاجتماعية والسياسية والثقافية وغيرها من المجالات دون تمييز أو تمييز بسبب الطبقة أو العمر أو الجنس أو الجندر أو اللغة أو العرق أو الدين أو الأيديولوجية أو الإعاقة أو التعليم أو الوضع.»
في عام 2001، وافق مجلس النواب بالإجماع على مشروع قانون مناهض للتمييز يحظر التمييز على أساس التوجه الجنسي، لكنه لم يتقدم في مجلس الشيوخ، وتعطل في النهاية.
مشروع القانون الوحيد المتعلق مباشرة بالتمييز ضد مجتمع الميم في الفلبين هو مشروع قانون مكافحة التمييز، والمعروف أيضًا باسم مشروع قانون المساواة على أساس التوجه الجنسي والهوية الجندرية. يسعى مشروع القانون هذا إلى معاملة جميع الأشخاص بصرف النظر عن الجنس أو التوجه الجنسي أو الهوية الجندرية مثل أي شخص آخر، حيث لا تختلف الشروط في الامتيازات الممنوحة والالتزامات المفروضة. قدم مشروع القانون من قبل كاكا ج. باغ آو، الممثل الإقليمي لجزر ديناجات في 1 يوليو 2013. تجمعت كتلة من المشرعين، يطلق عليهم جماعياً «مناصرو المساواة في الكونغرس»، من أجل الموافقة الكاملة على مشروع قانون مكافحة التمييز لمدة 17 سنة. أيد أكثر من 130 مشرع القانون في الشهر الأول من إعادة تقديمه إلى الكونغرس في عام 2016.

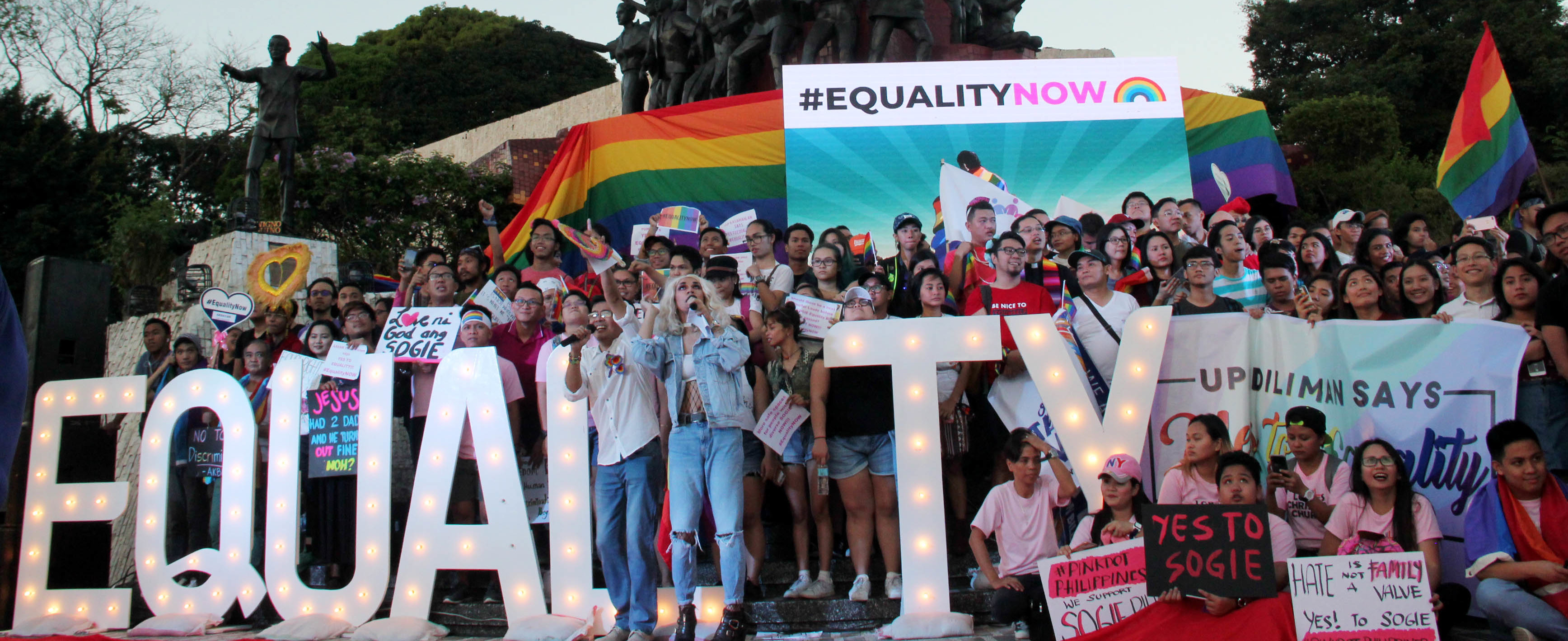
مؤيدو مشروع قانون المساواة على أساس التوجه الجنسي والهوية الجندرية للمساواة في نصب سلطة الشعب، مارس 2018

في 20 سبتمبر 2017، تمت الموافقة على مشروع القانون في القراءة الثالثة في مجلس نواب الفلبين، في تصويت بالإجماع ب198 صوتا لصالح مقابل عدم تصويت أي نائب ضد (198-0)، تحت جناح من ممثلي كاكا باغ-آو، تيدي باغويلات، توم فيلارين، كريستوفر دى فينيسيا، جيرالدين رومان، أرلين بروساس، كارلوس زاراتي، ورئيس مجلس النواب بانتاليون ألفاريز بعد 17 عامًا من تقهقر المشروع في الكونغرس. بعد إقراره في مجلس النواب، كان يجب التصويت على مشروع القانون في مجلس الشيوخ الفلبيني. صرح كل من السيناتور المحافظين تيتو سوتو، ماني باكغواي، وجويل فيلانويفا لوسائل الإعلام أنهم سيمنعون مشروع القانون في وضعه الحالي، في حين أعرب كل من وين غاتشاليان، ديك غوردون، ميغز زبيري، سينثيا فيلار، بينغ لاكسون، جريجوريو هوناسان، آلان بيتر كايتانو، تشيز اسكوديرو، رالف ريكتو وكوكو بيمنتل عن تأييدهم إلا إذا تم تمرير تعديلات على مشروع القانون. أيدت السناتور ريزا هونتيفيروس، المؤلفة الرئيسية ومؤيدة مشروع القانون، إقرار مشروع القانون في مجلس الشيوخ. وأيد مشروع القانون أيضا أعضاء مجلس الشيوخ نانسي بيناي، فرانكلين دريلون، بام أكينو، لورين يغاردا، جي فاي إخرسيتو، كيكو بانجيلينان، غريس بو، أنطونيو تريلانس، سوني أنغرا، وليلى دي ليما. في يناير 2018، وصل مشروع القانون أخيرًا إلى فترة التعديلات بعد اعتبار فترة الاستيفاء منتهية. استغرق الأمر ما يقرب من عام قبل أن يصل إلى فترة التعديلات بسبب أعضاء مجلس الشيوخ المحافظين الذين تعهدوا بعرقلة مشروع القانون حتى النهاية. في شباط/فبراير وآذار/مارس 2018، جدد أعضاء مجلس الشيوخ «سوتو» و «باكوياو» و «فيلانويفا» دعوتهم ضد تمرير مشروع القانون بأي شكل من الأشكال الممكنة. في يونيو 2019، مع نهاية المدة التشريعية للكونغرس السابع عشر، تعطل مشروع القانون رسميًا، حيث فشل مجلس الشيوخ في معالجته في تلك الجلسة. أصبح مشروع القانون أحد أبطأ مشاريع القوانين في تاريخ البلاد. كان من الممكن أن تعاقب النسخة التي تم تمريرها في مجلس النواب على التمييز بغرامة لا تقل عن 100,000 بيسو فلبيني ولكن لا تزيد عن 500,000 بيسو فلبيني، أو السجن لمدة تتراوح بين سنة وست سنوات، بناءً على قرار المحكمة. أعربت السناتورة ريسا هونتيفيروس عن ثقتها في أن مشروع القانون سوف يتم إقراره في الكونغرس المقبل، وعلقت على قبول مشروع القانون على نطاق أوسع بين السياسين والعامة.
في أوائل يوليو 2019، قدمت السناتور سوني أنغارا اقتراحًا جديدًا إلى الكونغرس. جادلت انغارا بأن «أي شكل من أشكال التمييز يهدد الاستقرار الاجتماعي والتقدم الاقتصادي في الفلبين، مما يجعل من الضروري الحد من التمييز - أو أي عمل يرسخ ويدعم ويديم عدم المساواة الدائمة ويتجاهل الحق في» المساواة في المعاملة «المنصوص عليها في دستور عام 1987». سيحظر هذا الإجراء التمييز غير العادل القائم على، من بين فئات أخرى، الجنس والتوجه الجنسي والهوية الجندرية والتعبير عنها.

### مراسيم الحكومات المحلية

خريطة للمقاطعات والمدن والبلديات البارانغايس في الفلبين التي لها تحمي التوجه الجنسي أو الهوية الجندرية
حماية التوجه الجنسي والهوية الجندرية
حماية التوجه الجنسي
لا يتم حماية التوجه الجنسي والهوية الجندرية

تحظر سبع مقاطعات التمييز على أساس التوجه الجنسي والهوية الجندرية. وهي مقاطعات ألباي (2008)، أغوسان ديل نورت (2014)، باتانغاس (2015)، وجزر ديناغات (2016)، إلويلو (2016)، إيلوكوس سور (2017)، كاويته (2014/18). حظرت مقاطعة كافيتي التمييز في السابق على أساس التوجه الجنسي فقط، ولكن سُنَّت حماية الهوية الجندرية في عام 2018.
يوجد في مختلف المدن والبارانغيات والبلديات في جميع أنحاء الفلبين قوانين لمنع التمييز. حظرت كل من مدن وبلدات كيزون (2003/14)، سيبو (2012)، دافاو (2012)،انجلس (2013)، باكولود (2013)، كاندون (2014)، فيغان (2014)، أنتيبولو (2015)، بورتوبرنسس (2015)، مدينة باتانغاس (2016)، بوتوان (2016)، جنرال سانتوس (2016)، مانداوي (2016)، سان خوان (2017)، باغويو (2017)، ماندالويونغ (2018)، تاغويغ (2018)، مالابون (2018)، إلويلو (2018)، ماريكينا (2019)، أوراني (2019)، وبورو (2019) التمييز على أساس التوجه الجنسي والهوية الجندرية. لدى 3 بارانغيات مثل هذه المراسيم (وهي باغباغ، لارغو الكبرى وبانسول، وكلها في مدينة كويزون)، وكذلك بلدية سان جوليان (2014) في سامار الشرقية.
سنت مدينة داغوبان قانونًا لمكافحة التمييز في عام 2010، والذي يتضمن التوجه الجنسي كخاصية محمية. لا يذكر قانون مكافحة التمييز صراحة الهوية الجندرية. ومع ذلك، يمكن تفسير المصطلحات «الجنس» و «الجندر» و «الحالة الأخرى» على أنها تشمله. في عام 2003، وافقت مدينة كويزون على مرسوم يحظر التمييز ضد «المثليين». في عام 2014، تم تعديل هذا المرسوم وحظر التمييز ضد أي شخص على أساس التوجه الجنسي والهوية الجندرية.

### قوانين مكافحة التنمر
تم إدراج التوجه الجنسي والهوية الجندرية كقواعد محظورة للتنمر في القواعد واللوائح التنفيذية لقانون مكافحة التنمر، والتي وافق عليها الكونغرس في عام 2013.

## الخدمة العسكرية
لا يعفي التوجه الجنسي أو الدين المواطنين من التدريب، في «تدريب جيش المواطن» المنحل حاليا، على الرغم من أن بعض التقارير تشير إلى أن الأشخاص من مجتمع الميم يتعرضون للمضايقة. في 3 مارس 2009، أعلنت الفلبين أنها رفعت الحظر المفروض على السماح للرجال والنساء المثليين والمثليات ومزدوجي ومزدوجات التوجه الجنسي علنا بالتجنيد والخدمة في القوات المسلحة الفلبينية.

## ظروف الحياة

### الدين
عديد المعتقدات الدينية موجودة داخل البلاد، بما في ذلك الكنيسة الكاثوليكية في الفلبين، والكنيسة المستقلة الفلبينية، الأنيتسم والإسلام، ضمن أديان أخرى كثيرة. هذه الديانات المختلفة لها وجهات نظرها وآرائها تجاه موضوع المثلية الجنسية.

#### الروم الكاثوليك
الفلبين بلد غالبية سكانه من الكاثوليك، حيث يدعي حوالي 82.9% من السكان أنهم من الروم الكاثوليك. كانت الكنيسة الكاثوليكية الرومانية واحدة من أكثر المنظمات الدينية نشاطًا في البلاد في معارضة مجتمع الميم. ينص مؤتمر الأساقفة الكاثوليك في الفلبين بأن الزواج يجب أن لا يتم إلا بين رجل وامرأة. كما دعوا الأفراد والسياسيين إلى معارضة زواج المثليين بنشاط، بحجة أن الأفراد يجب أن يرفضوا المشاركة في الاحتفالات التي تحتفل بالعلاقات المثلية، ويجب على السياسيين مقاومة تقنين زواج المثليين. وذكروا أيضًا أن «اتحاد المثليين ليس ولا يمكن أن يكون زواجًا كما هو مفهوم». ومع ذلك، قالوا أيضًا «أن يكون المرء مثليًا ليس خطيئة. إنه حالة شخص». ترحب الكنيسة الكاثوليكية بأفراد مجتمع الميم، ولكن، كما ذُكر، يجب الترحيب بالناس المثليين باحترام وحساسية.

#### كنيسة ميتروبوليتان المجتمعية
كنيسة ميتروبوليتان المجتمعية، وهي كنيسة بروتستانتية في مدينة كيزون، ماكاتي، وباغويو وقد تم الاحتفال فيها بزواج المثليين منذ عقد 1960 في الولايات المتحدة. تعتبر الكنيسة نفسها كنيسة مسيحية غير طائفية تؤدي حفلات زواج زواج المثليين «بغض النظر عن معتقداتهم الدينية». قالت قيادة الكنيسة أن «حفلات الزفاف هي حق متأصل للأشخاص الذين يحبون بعضهم البعض.» كان أول حالة لزواج المثليين الذي قامت به الكنيسة في عام 1969 بين اثنين من المثليات. كان وقت الزفاف رمزيًا، حيث كان العام الذي اندلعت فيه أحداث مظاهرات ستونوول التاريخية العالمية، مما أدى إلى بداية حركة حقوق المثليين.
قال المدير التنفيذي لمنظمة «إينجيندرايتس» غير الحكومية إنه على الرغم من أن حالات زواج المثليين التي تقوم بها كنيسة ميتروبوليتان المجتمعية غير معترف بها من الناحية المدنية أو القانونية، إلا أنها تعتبر صالحة بموجب العادات الدينية لكنيسة ميتروبوليتان المجتمعية.

#### الكنيسة الفلبينية المستقلة
شهدت الكنيسة الفلبينية المستقلة (والمعروفة أيضًا باسم إغليسيا فيليبينا إنديبنتي وكنيسة أغليبايان) تاريخًا من العنف ضد أفراد مجتمع الميم. ومع ذلك، في أوائل القرن الحادي والعشرين، تغير موقف الكنيسة بشكل كبير إلى حد اعتذرت فيه قيادة الكنيسة من خلال بيان رسمي لمجتمع الميم. لقد أدركت الكنيسة أنها «أظهرت عدم مبالاة، [وجعلت] مجتمع الميمً يشعر بأنهم أقل إنسانية وميزت ضدهم ووصمتهم». يؤكد البيان - الذي يطلق عليه «إنسانيتنا المشتركة، وكرامتنا المشتركة» - على موقف الكنيسة من أنه «يجب احتضان شعب الرب علنًا من جميع الأجناس، والتوجهات الجنسية، والهويات الجندرية والتعبيرات عنها».
ظهر أساس بيان الاعتذار للمرة الأولى في عام 2014، عندما عبر رجل مثلي الجنس خلال الجلسة العامة للكنيسة عن استفساره عن خطط الكنيسة تجاه الأقليات الجنسية. وأدى ذلك إلى مناقشات بين مجموعة منتخبة حديثًا من ضباط الشباب الوطنيين، بقيادة رئيس مثلي علنًا ونائبة الرئيس التنفيذي مثلية علنا، والذي سيخلفه لاحقًا رئيس مثلي علنا آخر. تبنت الكنيسة بأكملها موقف الكنيسة من مجتمع الميم بشكل رسمي في فبراير 2017.

#### إغليشا ني كريستو
تلتزم إغليشا ني كريستو تعاليم الكتاب المقدس وتعارض من يمارسون النشاط الجنسي المثلي، والتي تعتبرها غير أخلاقية وشريرة. وقد تم تسمية المنظمة من قبل منظمات حقوق الإنسان الدولية باعتبارها واحدة من الطوائف الدينية الأكثر معادية للمثلية العاملة في الفلبين. تشمل هذه الأفعال إقامة علاقات جنسية مثلية، وشهوة الملابس المغايرة، وزواج المثليين. علاوة على ذلك، لا يُسمح للرجال بشعر طويل، لأنه يُنظر إليه كرمز للأنوثة وينبغي أن تكون حصرية للنساء فقط. أفادت التقارير أن الأشخاص من مجتمع الميم من مواليد عائلات الكنيسة يعانون أكثر من غيرهم لأن وجودهم يتم وصفه صراحة على أنه شرير من قِبل عائلاتهم ورهبان منطقتهم. توجد العديد من الحالات أيضًا حيث واجه أعضاء الكنيسة الذين اختاروا مغادرة العقيدة رد فعل عنيف من أفراد الأسرة والقساوسة وغيرهم من أعضاء الكنيسة محليًا وخارجيًا، مما يجعل من الصعب على أعضاء الكنيسة الابتعاد والخروج عنها.
توجد عدة حالات من جرائم الكراهية وعلاج التحويل القسري التي ارتكبها أفراد الأسرة تجاه المراهقين من مجتمع الميم التابعين للكنيسة وبدعم من المعبد الرئيسي، المؤسسة المركزية للكنيسة. لقد كانت الكنيسة معروفًة على نطاق واسع في مجتمع الميم الفلبيني باعتباره أكثر الأديان خطورة وتمييزًا ضده. تعتقد الكنيسة أنه بغض النظر عما يفعله الشخص سواء كان جيدًا أم سيئًا، إذا كان الشخص مثليًا (سواء أكان معلنا عن ذلك أم لا)، فسيحترق في الجحيم.

#### الكنيسة الميثودية المتحدة
ينقسم موقف الكنيسة الميثودية المتحدة تجاه شمولية مجتمع الميم حول العالم. في الدول المتقدمة، يميل أعضاء الكنيسة إلى تأييد حقوق المثليين، بينما يميل الأعضاء في الدول النامية إلى الاعتراض عليها. في عام 2019، خلال اجتماع الكنيسة في جميع أنحاء العالم، الذي عقد في الولايات المتحدة، صوت المندوبين الفلبينيين لصالح فرض حظر قوي على الأعضاء من مجتمع الميم. تمت الموافقة على جدول الأعمال بأغلبية 438 صوتًا مقابل 384 صوتًا.

#### الإسلام
تتعامل المجتمعات المسلمة في الفلبين، مع قضايا المثلية الجنسية أو التحول الجنسي باعتبارهم مسألة خطيئة وبدعة. أصدرت مدينة مراوي، التي أعلنت نفسها «مدينة إسلامية»، مرسومًا يسمح بالتمييز ضد المواطنين من مجتمع الميم. لم يتم الطعن في الأمر في المحكمة. قال مهجر إقبال ، أحد كبار قادة جبهة تحرير مورو الإسلامية: «ليس لدينا سياسة لقتل المثليين والمثليات، لكننا لا نشجع على المثلية الجنسية». وجاء البيان بعد تقارير تفيد بأن أشخاصاً من مجتمع الميم يفرون من ماراوي وبازدياد السخرية والإساءات المبلغ عنها في المنزل والتمييز في المدرسة بشكل مطرد.

### الأنيتسم
تعتبر أنظمة المعتقدات والأديان الأصلية في البلاد ، والتي تُعرف مجتمعة باسم الأنيتسم، المثلية الجنسية جزءًا من الطبيعة، وبالتالي، مقبولة، وحتى إلى حد ما، مقدسة. تم استدعاء رجال محليين يرتدون ملابس نسائية ويتصرفون مثل النساء، والذين كانوا يعرفون ب بابايلان (babaylan)، «كاتالونان» (katalonan)، بايوغوين (bayoguin)، بايوك (bayok)، أغي-نغين (agi-ngin)، أسوغ (asog)، بيدو (bido)، وبيناباي (binabae). عمل بعض هؤلاء الرجال المؤنثين كقادة روحيين أو شامان. وكانوا قادة محترمين وشخصيات سلطة: موظفون دينيون وشامان. ومع ذلك، بسبب انتشار الإسلام في الجنوب والمسيحية في البلد بأكمله، تم القضاء على أنظمة المعتقدات الأصلية هذه. توجد عدة مفاهيم للمثلية الجنسية، ازدواجية التوجه الجنسي، والأشخاص الخنثى معروفة في الملاحم والقصص الأصلية في الأنيتسم. يواصل حوالي 2% من السكان ممارسة هذا الدين.

### الإعلام
اعترفت وسائل الإعلام بأنها مكان مهم لتعزيز القضايا المتعلقة بمجتمع المثليين من قبل المشاركين في الحوار الوطني الذي ييسره برنامج الأمم المتحدة الإنمائي، وتعترف وسائل الإعلام بالأثر السلبي للدين فيما يتعلق بمعالجة مثل هذه القضايا، حيث يوفر سياقًا شاملاً ينظر المجتمع إلى المثلية الجنسية بسلبية.
في مايو 2004، تلقى منتجو العديد من البرامج التلفزيونية مذكرة من رئيس مجلس مراجعة وتصنيف الأفلام والتلفزيون، والتي حذرت من التصوير الإيجابي للعلاقات المثلية بين النساء؛ جاء في المذكرة أن «العلاقات الجنسية المثلية والمثلية بين النساء هي انحراف على البرامج التلفزيونية في وقت الذروة يعطي الانطباع بأن الشبكة تشجع العلاقات الجنسية المثلية.»
يتم التأكيد على عدم وجود الوعي بالتوجه الجنسي والهوية الجندرية في ظروف أخرى؛ إن ترانسفوبيا هو في كل مكان مع ممارسي وسائل الإعلام الذين لا يتعاملون مع المتحولين جنسياً وفقًا لكيفية تحديد هويتهم. في حفل توزيع جوائز سينيماليا إيندي لعام 2013، فازت الممثلة المتحولة جنسياً ميمي خواريزا ضمن فئة أفضل ممثل، وفي التقارير، تمت الإشارة إليها مرارًا وتكرارًا باستخدام الضمير الذكر. في عام 2014، تم الإعلان عن وفاة جينيفر لود والتحقيق الذي أجري، حيث أشار إليها الممارسون باسم جيفري عوض عن "جنيفر" لاود".
ذكر المشاركون في الحوار الوطني الذي ييسره برنامج الأمم المتحدة الإنمائي أن المحتوى شدد على الافتقار العام إلى الفهم للتوجه الجنسي والهوية الجندرية، بحيث تسيطر القوالب النمطية حول مجتمع الميم؛ هناك العديد من الرجال المثليين الذين يستضيفون البرامج في محطات الإذاعة والشبكات التلفزيونية، لكنهم يقتصرون على تغطية البرامج الترفيهية. هناك نقص واضح في التمثيل للمثليات والمتحولين جنسياً. نظرًا لبرنامجهما، فقد شاركت بعض الشخصيات الإعلامية علنًا مشاعرهم المناهضة للمثليين. في عام 2009، كتب الكاتب الصحفي رامون تولفو أن المثليين «لا يجب أن يتجولوا في المدينة معلنين تفضيلاتهم كما لو كانت شارة شرف».
إلى جانب وسائل الإعلام الرئيسية، التي لديها بالفعل مكانة ملائمة لهذا القطاع، فقد وفرت الإنترنت للأفراد من مجتمع الميم طرقًا لرواية قصصهم خارج مجال السينما والتلفزيون والمطبوعات والإذاعة. هناك مدونات محفوظة، وفرص للتواصل مع الآخرين، ومنشورات مع أقسام خاصة بمجتمع الميم ومجلة على الإنترنت، «آوترايج» (Outrage)، تلبي احتياجات المجتمع.

### الآراء
أجرى ريان ثورسون في مقاله «الكوير القادر: استكشف تقاطعات الكويرية والفقر في المناطق الحضرية في الفلبين» بحثًا عن مجتمع الميم في الفلبين وكيف يتعاملون مع العيش في البلاد. أجرى مقابلات مع ما مجموعه 80 مخبرًا من مجتمع الميم من أجل جمع البيانات. بناءً على استطلاعه حول العمل ومن ما جمعه، ادعى أنه حوالي نصف المجيبين كانوا يعملون وأن متوسط الدخل الأسبوعي كان فقط 1514.28 بيزو فليبيني في الأسبوع. كما أشار الاستطلاع إلى أن «أقل من الثلث لديه دخل ثابت وأن قلة قليلة تمتعت بأي نوع من الفوائد»، وقال 75% من المستطلعين إنهم يرغبون في القيام بعمل فيه مزيد من الأجور.
أما بالنسبة لقسم التمكين، فقد ذكر الاستطلاع أنه عندما طُلب من المستجيبين تحديد مساهمتهم الأساسية في الأسرة، فإن 45% منهم قالوا إن الأعمال المنزلية هي مساهمتهم الأساسية ، وذكر 30% تقديم أموال أو دفع الفواتير، وقدم 17.5% قدموا العمالة والمال، وقال 7.5٪ أنهم لم يكن من المتوقع أن يسهموا بأي شيء. بالنسبة لخصوصيتهم، قال 75% من المشاركين أن لديهم مساحة كافية من الخصوصية والحياة الشخصية.
فيما يتعلق بالسلامة والأمن، توفر مجلة ثوريسون أيضًا بيانات إحصائية من حيث كون مجتمع الميم في جرائم عنف كضحايا. وفقًا للمسح الذي أجراه، تعرض 55% من أفراد العينة للمضايقة في الشارع، وتعرض 31.2% للسرقة، وتعرض 25% للاعتداء البدني، وتعرض 6.25% للاعتداء الجنسي، و 5% منهم نجوا من محاولة اغتيال، وتعرض 5% تعرضوا للابتزاز من قبل الشرطة.

### الاقتصاد
لا يزال مجتمع المثليين، على الرغم من أنهم أقلية في المجال الاقتصادي، يلعبون دورًا أساسيًا في نمو الاقتصاد والحفاظ عليه. يواجه الأفراد من مجتمع الميم تحديات في التوظيف على المستوى الفردي وكأعضاء في مجتمع الميم يخضعون للتمييز وسوء المعاملة. ويمكن أن يضاعف ذلك الوضع الاجتماعي الضعيف ووضع الأفراد المعنيين.
أظهرت دراسة أجرتها الوكالة الأمريكية للتنمية الدولية في عام 2014، بعنوان «العلاقة بين إدراج المثليين جنسياً والتنمية الاقتصادية: تحليل للاقتصادات الناشئة»، أن البلدان التي اعتمدت قوانين اقتصادية مناهضة لمجتمع الميم قد انخفض الناتج المحلي الإجمالي فيها مقارنة بالدول التي لا تميز ضد أصحاب العمل/الموظفين بناء على توجههم الجنسي. الارتباط بين التمييز والاقتصاد مباشر، لأن التمييز الذي يتعرض له أفراد مجتمع الميم يحولهم إلى عمال محرومين، مما قد يكون ضارًا بالأعمال التجارية. عادة ما يمارس العمال المحرومون التغيب، وانخفاض الإنتاجية، وعدم كفاية التدريب وارتفاع معدل دوران الموظفين، مما يؤدي إلى ارتفاع تكاليف العمالة وانخفاض الأرباح. وفقًا لدراسة أجرتها الوكالة الأمريكية للتنمية الدولية، فإن الأشخاص من مجتمع الميم في دول العينة الخاصة بهم محدودون في حرياتهم بطرق تؤدي أيضًا إلى حدوث أضرار اقتصادية. يتزامن هذا مع مقال إيمانويل ديفيد، «العامل المتحول جنسياً وقيمة الكوير في مراكز الاتصال العالمية في الفلبين»، والذي ينص فيه على أن «المتحولين جنسياً ومتنوعي الجندر قد سعوا دائمًا إلى الحصول على عمل مدفوع الأجر، وقد أدوا عمالة غير مدفوعة الأجر والعمل العاطفي بشكل روتيني». في مقالته، يركز على كيف يوجد في الفلبين سوق متنامية من النساء المتحولات جنسياً اللائي يبحثن عن عمل، لذا حاولن خلق فضاء خاص بهن ك«طوق أرجواني» لكن لا يزالن يواجهن التمييز.
من ناحية أخرى، أظهرت الدراسات أن دمج مجتمع الميم في النظام الاقتصادي يؤدي إلى دخل أعلى للبلاد. في دراسة الوكالة الأمريكية للتنمية الدولية الأخيرة، يقال أن مجموعة واسعة من النظريات العلمية من الاقتصاد، العلوم السياسية، علم الاجتماع، علم النفس، الصحة العامة وغيرها من العلوم الاجتماعية تدعم فكرة أن الحقوق الكاملة وإدراج مجتمع الميم ترتبط مع مستويات أعلى من التنمية الاقتصادية والرفاه للبلد. أيضًا، يمكن أن يؤدي قبول الأشخاص من مجتمع الميم في بيئة المكتب إلى ارتفاع دخل الشركة لأن الناس لا يشعرون بالحرمان والتمييز كما كان من قبل. والشيء الآخر هو أن تهيئة بيئة أفضل للأفراد من مجتمع الميم يمكن أن تكون ورقة مساومة جذابة للبلدان التي تسعى إلى استثمارات متعددة الجنسيات وحتى للسائحين، لأن المناخ المحافظ الذي يجعل مجتمع الميم غير مفصح عن نفسه ويمنع صناع القرار من الاعتراف بحقوق الإنسان للأفراد من مجتمع الميم كبح اقتصادهم عن كامل إمكاناته. وبطبيعة الحال، لن يؤدي إقرار قانون عدم التمييز على الفور إلى دفعة مفاجئة في اقتصاد البلاد، على الرغم من أن التمييز الأقل يجب أن يؤدي في النهاية إلى زيادة الإنتاج.

### السياسة
تشمل القطاعات المهمشة في المجتمع المعترف بها في القانون الانتخابي الوطني فئات مثل كبار السن والفلاحين والعمل والشباب وما إلى ذلك. وبموجب الدستور الفلبيني، يتم حجز حوالي 20% من المقاعد في مجلس النواب. في عامي 1995 و 1997، بذلت جهود فاشلة لإصلاح القانون بحيث يشمل الأشخاص من مجتمع الميم. كان مؤيد هذا الإصلاح رئيس مجلس الشيوخ بلاس أوبلي الذي قال (في عام 1997) ، «في ضوء الكراهية الواضحة ... لإدارة [فيدل راموس] للأشخاص من مجتمع الميم، فمن الواضح أن الرئيس لن يرفع إصبعا لمساعدتهم على الحصول على مقعد قطاعي».
دمج الحزب الشيوعي الفليبيني حقوق المثليين في برنامج الحزب في عام 1992، ليصبح أول حزب سياسي فلبيني يقوم بذلك. كان حزب عمل أكبيان للمواطنين حزبًا مبكرًا آخر (على الرغم من كونه حزبا صغيرا) للدفاع عن حقوق المثليين في عام 1998.
عادة ما تكون الأحزاب السياسية الفلبينية حذرة للغاية في دعم حقوق المثليين، حيث يقع معظمها في الخط السياسي الاجتماعي المحافظ. كان أحد المعارضين السياسيين الرئيسيين لتشريعات حقوق المثليين جنسياً هو عضو الكونغرس بينفينيدو أبانتي عن «حزب لاكاس-الديمقراطيون المسيحيون المسلمون» المحافظ.
تمت تسمية إدارة الرئيسة السابقة العربية
غلوريا ماكاباغال أرويو «ليست فقط غير حساسة حول قضايا الجنس، ولكن ميتة حولها» من قبل النائبة عن حزب أكبيان ريزا هونتيفيروس. وقالت النائبة هونتيفيروس أيضا أن عدم وجود أي سياسة لحماية حقوق المثليين ينم عن رهاب المثلية في الحكومة: «هذه الحكومة تعاني من رهاب المثليين تعامل مجتمع الميم كمواطنين من الدرجة الثانية.»
في 11 نوفمبر 2009، رفضت اللجنة الفلبينية للانتخابات التماس حزب أنغ لادلاغ السياسي الفلبيني للمثليين بالسماح له بالترشح في انتخابات مايو 2010، على أساس «الفجور». في انتخابات عام 2007، تم استبعاد حزب أنغ لادلاغ لفشله في إثبات أن لديه عضوية على مستوى البلاد.
في 8 أبريل 2010، نقضت المحكمة العليا في الفلبين حكم اللجنة الفلبينية للانتخابات وسمحت لحزب أنغ لادلاغ، وهو حزب سياسي تقدمي له أجندة أساسية لمكافحة التمييز والتحرش على أساس التوجه الجنسي أو الهوية الجندرية، بالانضمام إلى انتخابات مايو 2010 . خاض حزب أنغ لادلاغ الانتخابات في عامي 2010 و 2013 ولكن تم استبعاده من الترشح في عام 2016 بسبب عدم قدرته على الحصول على الحد الأدنى من الأصوات في الانتخابات الماضية.
في 17 يونيو 2011، امتنعت الفلبين عن التوقيع على إعلان الأمم المتحدة بشأن التوجه الجنسي والهوية الجندرية، الذي يدين العنف والمضايقة والتمييز والاستبعاد والوصم والتحامل على أساس التوجه الجنسي والهوية الجندرية. ومع ذلك، في 26 سبتمبر 2014، قدمت البلاد تصويتًا بنعم على قرار متابعة من مجلس حقوق الإنسان التابع للأمم المتحدة لمكافحة العنف والتمييز على أساس التوجه الجنسي والهوية الجندرية.
في مايو 2019، قال الرئيس رودريغو دوتيرتي بأنه كان مثليًا سابقا حتى التقى زوجته السابقة، إليزابيث زيمرمان. ادعى الرئيس أن أحدهم أخبره بالطريقة التي يمشي بها أنطونيو تريلانيس - وهو أحد منتقدي إدارة دوترتي - أشارت إلى أنه كان مثليًا جنسيًا، قائلاً «قلت:» هل أنت متأكد؟ سيقولون إنه مثلي الجنس. «لا عجب. الشيء الجيد هو تريلانيس وأنا متشابهان. لكنني شفيت نفسي. عندما بدأت علاقة مع زيمرمان، قلت، هذا هو. الآن أصبحت رجلاً مرة أخرى.» وأضاف في وقت لاحق «دوتيرتي مثلي الجنس. إذا أنا مثلي الجنس، لا يهمني إذا كنت مثليا أم لا». استعمل دوتيرتي «باكلا» (bakla) أو«بايوت» (bayot)، كلمات عامية لـ«مثلي الجنس»، كإهانة لخصومه السياسيين. خلال حملته الرئاسية، عبر دوتيرتي عن آراء ليبرالية حول المثلية الجنسية، قائلاً إن الكتاب المقدس كان يجب أن يعترف بالمثليين جنسياً. لكن كرئيس، لم يكن دوتيرتي متناسقًا وجهات نظره حول زواج المثليين؛ في مارس 2017، ادعى أن الزواج كان فقط بين رجل وامرأة، ولكن بحلول نهاية العام دعم التغيير في القانون للسماح بزواج المثليين. في يناير 2019، هاجم دوترتي البلاد وزعم الأساقفة الكاثوليك أن معظمهم من المثليين بعد أن انتقدت الكنيسة حربه على المخدرات، قائلا «فقط أستطيع أن أقول إن الأساقفة هم أبناء عاهرا، اللعنة عليهم ... أغلبهم مثليون. يجب أن يعلنوا عن ذلك، ويلغوا التبتل ويسمح لهم بأن يكون لهم حبيب».

## حقوق المثليين في الحرم الجامعي

### جامعة القديس طوماس
في الستينيات من القرن الماضي، تم إنشاء أول منظمة للمثليين، تيغريزا رويال، بجامعة القديس طوماس. ومع ذلك، تم غلق المنظمة خلال عهد الأحكام العرفية. لم يتم الاعتراف بالمنظمة من خلال الجامعة. في عام 2013، تم تأسيس أيتش يو إي، وهي منظمة للمثليين جديدة في الجامعة، رسميًا. أسس المنظمة ماجان لازو، رئيس مجلس الطلاب بكلية الآداب والفنون، ونويل كابيلي، وهي عضو في ميدياتريكس، وهي منظمة على مستوى الجامعة لعشاق الفن. على نحو مشابه لـتيغريسا رويال، رفضت الجامعة الاعتراف بأيتش يو إي كمنظمة جامعية.
في 1 يوليو 2015، أمرت الجامعة العديد من المنظمات «بإنزال» جميع الصور الشخصية التي تحمل موضوع قوس قزح لأعضائها على وسائل التواصل الاجتماعي بعد تقنين زواج المثليين في الولايات المتحدة. تم تحدي الطلب من قبل العديد من طلاب الجامعة، مما يمثل بداية "UST Rainbow Protest". في يوليو 2016، دعمت العديد من المنظمات الطلابية تقديم مشروع قانون مشروع قانون المساواة على أساس التوجه الجنسي والهوية الجندرية في مجلس الشيوخ ومجلس النواب.
في مارس 2018، خلال إقرار مشروع قانون المساواة على أساس التوجه الجنسي والهوية الجندرية في مجلس النواب الفلبيني، دعمت العديد من المنظمات الطلابية للجامعة، بما في ذلك أول منظمة نسوية متعددة القطاعات في المدرسة ، أو اس تي هيرايا، إقرار مشروع القانون.
في 21 يونيو 2018، تم توزيع منشورات ضد مجتمع المثليين للجامعة على مواقع تويتر وفيسبوك. جاءت المنشورات في الأصل من عميد المدرسة. لاحظت تغريدة أن المدرسة «تفهم» حقوق المثليين، لكنها كلفت جميع رؤساء جميع المنظمات الطلابية في الجامعة «بإنزال» البيانات المؤيدة للمثليين، خاصة إذا كانت تلك التصريحات تتضمن عبارة «إل جي بي تي» ("LGBT") و«شهر الفخر» ("Pride Month"). اكتسبت هذه التصريحات رد فعل هائل ضد الجامعة على وسائل التواصل الاجتماعي، حيث تم تسجيل ما يقرب من 4000 رفض وحوالي 1100 إعجابات في أقل من يومين. كما تم تحدي أمر عميد المدرسة من قبل العديد من منظمات الجامعة ، في استمرار لـ "UST Rainbow Protest".
في يوليو 2018، حظرت الجامعة وكهنتها الكاثوليك جميع أشكال شهوة الملابس المغايرة في الحرم الجامعي. كما ذكرت أن الطلاب الذين تربطهم علاقات مثلية يجب أن يواجهوا «عدم القبول أو الاستبعاد أو الطرد». وفي 7 أغسطس 2018، في تحد، أطلق مجلس الطلاب المركزية بالجامعة بيان جماعي مع مجالس الطلبة من جامعة أتينيو دي مانيلا، جامعة ديلا ساليه، كلية دي لا سال-سانت بينلدي، كلية ميريام، كلية سانت سكولاستيكا في مانيلا، وجامعة سان بيدا، تدعو مجلس الشيوخ في الفلبين لسن مشروع قانون المساواة على أساس التوجه الجنسي والهوية الجندرية إلى القانون. تمثل هذه الخطوة أول نظام لدعم مجتمع الميم بين الكاثوليك على مستوى المدارس في تاريخ الفلبين.

### حرم جامعة أتينيو
تعتبر جامعة أتينيو دي مانيلا التي تديرها اليسوعية وفروعها في جميع أنحاء البلاد مؤيدة لحقوق المثليين منذ منتصف القرن العشرين. تدعم الجامعة مشروع قانون المساواة على أساس التوجه الجنسي والهوية الجندرية، ومسيرة مانيلا الكبرى للفخر، وجراحة إعادة تحديد الجنس (كما في حالة جيرالدين رومان)، وزواج المثليين. يوجد بالجامعة أيضًا مراحيض شاملة جندريا، وهي خطوة يقودها حرم دافاو، الذي يضم أكبر عدد من الطلاب المسلمين. كما أقام الحرم الجامعي نفسه أول مسيرة فخر للمثليين في منطقة دافاو.

### حرم جامعة الفلبين
تدعم جميع حرم الجامعات في جامعة الفلبين مشروع قانون المساواة على أساس التوجه الجنسي والهوية الجندرية، وزواج المثليين، وجراحة إعادة تحديد الجنس، وغيرها من قضايا المثليين التقدمية. في ديليمان، مدينة كويزون (مترو مانيلا)، يعتبر الحرم الجامعي موطنا ل«أو بي بابايلان» (UP Babaylan)، أكبر شبكة للمنظمات الطلابية للمثليين في البلاد. مسيرات الفخر هي أيضًا أنشطة شائعة في الجامعات الأخرى، بما في ذلك الحرم الجامعي لكل من باغويو (في منطقة كورديليرا الإدارية) وبامبانغا (في وسط لوزون) وأولونغابو (بامبانغا) ولوس بانيوس (لاغونا)، ومانيلا، وإلويلو (بيسايا الغربية)، مدينة دافاو (منطقة دافاو)، تاكلوبان (مقاطعة ليتة)، ومدينة سيبو.

### جامعة سان كارلوس
تعتبر جامعة سان كارلوس ومقرها مدينة سيبو «صديقة للمثليين»، على الرغم من تربيتها الكاثوليكية. وافقت الجامعة على العديد من الأحداث المتعلقة بمجتمع الميم في حرم الجامعة، ودعت هيزيكيا ماركيز دياز، أول امرأة متحولة جنسيا في الفلبين إلى ارتداء ملابس امرأة في التخرج. كانت دياز ضيفة متحدثة في قمة كارولينيان السادسة، وهي قمة قيادية حضرها قادة مؤثرون في سيبو وعقدت في الجامعة. ومع ذلك، فإن الجامعة بعيدة كل البعد عن أن تكون جامعة شاملة لمجتمع الميم لأنها لا تزال تطبق «سياسة عدم لبس الملابس المغايرة» والتي تستخدم بشكل روتيني للتمييز ضد الطلاب المتحولين جنسياً. تُجبر النساء المتحولات جنسياً على قص شعرهن، وارتداء الزي الرسمي للرجال ومنعهن من ارتداء الماكياج ، ويُمنعن من استخدام غرف الراحة وغرف الملابس الخاصة بالنساء. يُجبر الرجال المتحولون جنسياً على ارتداء زي نسائي، ويُمنعون من قصات شعر الرجال الرياضية ويمنعون من استخدام غرف الراحة وغرف ارتداء الملابس الخاصة بالرجال.

### جامعة مينداناو
يُنظر إلى حرم جامعة مينداناو خارج منطقة بانغسامورو ذاتية الحكم على أنها «صديقة للمثليين»، ومع ذلك، فإن الجامعات في منطقة منطقة بانغسامورو ذاتية الحكم لديها حالات سابقة تنطوي على اضطهاد أفراد من مجتمع الميم، وخاصةً في مدينة مراوي، المدينة الوحيدة في الفلبين التي لديها قانون متعمد معاد للمثليين. لم يطعن أي شخص حتى الآن في الأمر في المحكمة. في عام 2012، نُشرت منشورات وبرامج إذاعية من مصادر مجهولة في حرم مراوي، قائلة إنه يجب على جميع المثليات والمثليين ومزدوجي التوجه الجنسي والمتحولين جنسيا الابتعاد عن المدينة، وإلا، سيتم قتلهم جميعًا من خلال «الواجب»، أو ما يسمى «التزام المسلمين». وجدت التقارير أن العديد من الطلاب من مجتمع الميم والطلاب السابقين في الجامعة تعرضوا لمجموعة متنوعة من المضايقات وحتى بعض التجارب القريبة من الموت. بالإضافة إلى ذلك، تم قتل العديد من خريجي مجتمع الميم في الجامعة. يذكر أحد الحسابات أنه في غضون 4 سنوات، تم قتل 8 من أقرب الأصدقاء من مجتمع الميم لإحدى النساء المتحولات جنسيا في مراوي في المدينة.

### جامعة ديلا ساليه
يتم النظر في الحرم الجامعي لجامعة ديلا ساليه على أنها مؤيدة للمثليين. استضافت الحكومة الطلابية في الجامعة العديد من الأحداث المؤيدة للمثليين، بما في ذلك "G for SOGIE" في عام 2018. في عام 2011، تم وضع مفهوم تحالف آرشر الكويريين في الجامعة. دعمت الجامعة مشروع قانون المساواة على أساس التوجه الجنسي والهوية الجندرية، وجراحة إعادة تحديد الجنس، وزيادة الوعي بفيروس نقص المناعة البشرية/الإيدز، والتشريعات التقدمية الأخرى، على الرغم من أن بعض كبار موظفي الجامعة لديهم آراء متباينة.

### جامعة زامبوانغا
يعتبر العديد من طلاب جامعة زامبوانغا أنها «مؤيدة للمثليين»، على الرغم من وجود حالات جرائم الكراهية أيضا.

### جامعة سانت لويس
تعتبر جامعة سانت لويس ومقرها باجويو جامعة «مثلية» في منطقة كورديليراس ذاتية الحكم. تدعم الجامعة مشروع قانون المساواة على أساس التوجه الجنسي والهوية الجندرية ولديها سياسة للمراحيض المحايدة جندريا.

### ليسيوم جامعة الفلبين
يُنظر إلى ليسيوم جامعة الفلبين على أنها «مؤيدة للمثليين» ولها منظمات طلابية نشطة تركز على المساواة، بما في ذلك "LPU Kasarian"، والتي نجحت في الضغط من أجل الجامعة لوضع سياسة مراحيض محايدة جنظريا في عام 2017.

### جامعة كزافييه
يُنظر إلى جامعة كزافييه التي تديرها اليسوعية على أنها «مؤيدة للمثليين». تدعم الجامعة مشروع قانون المساواة على أساس التوجه الجنسي والهوية الجندرية وجراحة إعادة تحديد الجنس.

### جامعة البوليتكنيك في الفلبين
يُنظر إلى جامعة البوليتكنك في الفلبين على أنها "مؤيدة للمثليين". في مارس 2018، دافعت الجامعة نفسها عن حقوق المثليين، وذلك بالتعاون مع العديد من المنظمات الطلابية، بما في ذلك منظمة الطلاب المثليين الخاصة بهم، PUP Kasarianlan". وفي يونيو عام 2018، كان إيان غامبو أول طالبمتحول جنسيا متفوق في تاريخ الجامعة.

### جامعة مانيلا
في سبتمبر 2013، بعد عام من النضال من أجل الاعتراف، اعترفت جامعة مانيلا رسمياً بمنظمتها الطلابية الأولى والوحيدة للمثليين، مما أدى لاحقًا إلى أول مسيرة فخر في الحرم الجامعي. قاد عملية الاعتراف بالمنظمة تحالف من المنظمات الطلابية في الجامعة، والتي تتراوح بين المنظمات النسوية، والأخويات، والجمعيات النسائية، والمؤسسات الفنية، والمنظمات الأدبية، ومنظمات الأعمال، وغيرها الكثير.

### جامعة ولاية سامار الشرقية
في مايو 2017، حكمت جامعة ولاية سامار الشرقية بالإجماع أنه سيتم تنفيذ مراحيض محايدة جندريا كوسيلة للالتزام بالمساواة بين الجنسين، لتصبح أول جامعة في سمر تقوم بذلك.

### جامعة بيكول
في عام 2013، تم إنشاء أول منظمة للمثليين بجامعة بيكول، بي أو ماغينتا (BU MAGENTA)، وتم الاعتراف بها رسميًا. كانت المنظمة مدعومة من قبل العديد من كليات الجامعة. نمت المنظمة لتصبح أكبر منظمة طلابية للمثليين في منطقة بيكول بحلول عام 2018.

### جامعة ولاية لوزون الوسطى
يُنظر إلى جامعة ولاية لوزون الوسطى على أنها «صديقة للمثليين». اعترفت الجامعة بأول منظمة طلابية للمثليين في العام الأول من تأسيسها. بالإضافة إلى ذلك، فإنها تتيح للطلاب شهوة الملابس المغايرة. تقيم الجامعة أيضًا مسابقة ملك المثليين، حيث يُمنح الفائز لقب «ماشروم فاري» ("Mushroom Fairy"). يحضر هذه المسابقة بشكل خاص عدد أكبر من المتفرجين الذين يحضرون مسابقة ملك وملكة جمال الجامعة.

### جامعة ولاية بولاكان
جامعة ولاية بولاكان هي موطن ل«بولسو باهاغاري»، وهي المنظمة الطلابية الأولى للمثليين في محافظة بولاكان.

### جامعة سيليمان
يُنظر إلى جامعة سيليمان على أنها «صديقة للمثليين». يوجد بالجامعة قسم للمثليين خاص به في مكتبة الجامعة، وتقوم المكتبة نفسها بتنظيم أنشطة للنقاش حول مجتمع الميم. كما اعترفت بالكثير من الأعمال الأدبية والمؤلفين الذين دافعوا عن المساواة بين الجنسين في الفلبين.

### جامعة الشرق الأقصى
تعتبر جامعة الشرق الأقصى «مؤيدة للمثليين». تتيح الجامعة للطلاب المتحولين جنسياً ارتداء ملابس تعكس هويتهم الجندرية في الحرم الجامعي. كما اعتمدت الجامعة «تحالف الجنس والجندر»، وهي منظمة جامعية يقودها الطلاب وتحارب أي شكل من أشكال سوء المعاملة أو التمييز.

### ليت عادي جامعة
تُعتبر «جامعة ليت نورمال» أكثر الجامعات الحكومية «التي لا تراعي الجندر» في بيسايا. في يناير 2019، تم انتقاد المدرسة بعد أن استخدمت صوراً لفناني مكياج ذكور، والتي وصفوها بأنها «تهذيب غير مناسب للرجال». استهدفت اللافتات الطلاب الذكور الذين يضعون المكياج. لم تحصل المدرسة على إذن من مالكي الصور قبل استخدامها. اعتذر بعد ذلك للفنانين المشاركين، ومع ذلك، كرروا أنهم لم يفعلوا شيئًا خاطئًا لأن اللافتات زُعم أنها كانت «محاولة لإثبات الانضباط»، مما تسبب في المزيد من ردود الفعل من العديد من المنظمات الطلابية. على الرغم من كونها مدرسة عامة، إلا أنها لا تزال تستخدم الملابس الجندرية «القديمة»، والتي يجب على الطلاب ارتداءها، على عكس غالبية المدارس العامة في البلاد.

## المجتمع
لم يبدأ مجتمع المثليين في التنظيم نيابة عن حقوق الإنسان الخاصة به حتى التسعينيات. ربما يكون الفقر والوضع السياسي في الفلبين، وخاصة الديكتاتورية، قد جعل من الصعب على مجتمع الميم للتنظيم. كان المخرج لينو بروكا أحد أوائل مثليي الجنس علنا.
نظم في المسيرة الأولى لفخر المثليين في آسيا والفلبين كل من «بروغاي الفلبين» و «كنيسة ميتروبيليتان المجتمعية الفلبين» في 26 يونيو 1994 في مبنى كويزون التذكاري. تم تنظيمه بعد سنوات قليلة من تنظيم الطلاب لمجموعة أو بي بابلايان. حضر هذه المسيرة المئات، وتزامنت المسيرة مع مسيرة ضد ضريبة القيمة المضافة التي فرضتها الحكومة.
منذ التسعينيات، أصبح الأشخاص من مجتمع الميم أكثر تنظيماً ووضوحاً، على الصعيدين السياسي والاجتماعي. توجد مهرجانات فخر سنوية كبيرة للمثليين والتي تركز على اهتمامات طلاب الجامعات والنساء والمتحولين جنسياً. هناك حضور مثلي نابض بالحياة في الفلبين مع وجود العديد من الحانات والنوادي وحمامات البخار في مانيلا وكذلك العديد من منظمات حقوق المثليين.
- أو بي بابايلان (UP Babaylan)، تأسست في عام 1992، لا تزال أقدم وأكبر منظمة طلابية للمثليين في الفلبين.[161]
- بروغاي الفلبين (Progay-Philippines)، تأسست في عام 1993، والتي قادت مسيرة الفخر الأولى للمثليين في آسيا في عام 1994.[162]
- شبكة الدفاع التشريعي عن المثليين والمثليات (LAGABLAB)، التي تأسست عام 1999.
- جمعية النساء المتحولات جنسياً في الفلبين STRAP (Society of Transsexual WOMEN of the Philippines)، وهي مجموعة دعم مقرها مانيلا للنساء المتحولات جنسياً، تأسست عام 2002.
- الشبكة الفلبينية لكنيسة ميتروبوليتان المجتمعية (Philippine Network of Metropolitan Community Church)، وهي شبكة من الكنائس التي تقبل مجتمع الميم والتي تستعيد مساحات الجنس والروحانية. تم إنشاء أول مركز للكنيسة في عام 1991. والكنائس الأعضاء هي كنيسة ميتروبوليتان المجتمعية في مدينة كويزون،[163] كنيسة ميتروبوليتان المجتمعية مترو باغويو، وكنيسة ميتروبوليتان المجتمعية ماكاتي، وكنيسة ميتروبوليتان المجتمعية ماريكينا.
- بينوي اف تي ام (أو الرواد الفيلبينيون، حركة الرجال المتحولين جنسيا) PinoyFTM (PFTM or Pioneer Filipino Transgender men Movement)، وهي منظمة وطنية للرجال المتحولين جنسياً في الفلبين، والتي تأسست في يوليو 2011.
- تاسك فورس برايد Task Force Pride (TFP)، هي شبكة من منظمات المثليين وهي الشبكة المنظمة الرسمية لمسيرة الفخر السنوية، التي تأسست عام 1999.[164]

## الرأي العام
في عام 2013، أظهر استطلاع أجراه مركز بيو للأبحاث أن 73% من البالغين الفلبينيين وافقوا على القول بأن «المثلية الجنسية يجب أن يقبلها المجتمع»، بزيادة 9 نقاط مئوية من 64% في عام 2002.
فينشرت بلانيت روميو، وهي شبكة اجتماعية للمثليين، أول مؤشر السعادة للمثليين (GHI) في شهر مايو من عام 2015. وسُئل الرجال المثليون من أكثر من 120 دولة حول شعورهم حيال نظرة مجتمعاتهم للمثلية الجنسية، وكيف يواجهون الطريقة التي يُعاملون بها من قبل أشخاص آخرين ومدى رضاهم عن حياتهم. احتلت الفلبين المرتبة 41 مع نتيجة بلغت 50 على مؤشر السعادة.
أظهر استطلاع للرأي أجرته «استراتيجيات أبحاث لايلو» في عام 2015 أن 70% من الفلبينيين يعارضون بشدة زواج المثليين، و 14% ضده إلى حد ما، و 12% يؤيدونه إلى حد ما، و 4% يؤيدونه بشدة. عموما، أشار استطلاع عام 2015 إلى أن 84% كانوا ضد زواج المثليين وبأن 16% كانوا في صالحه.
في استطلاع عام 2016 أجرته المؤسسة الدولية للمثليين والمثليات ومزدوجي التوجه الجنسي والمتحولين جنسيا وثنائيي الجنس، كان 52% من الفلبينيين ضد زواج المثليين، وكان 25% في صالح، وكان 24% غير متأكدين. أبرزت نتائج الاستطلاع زيادة كبيرة في الدعم العام لزواج المثليبن مقارنة مع استطلاع 2015 ل«استراتيجيات أبحاث لايلو».
وفقًا لاستطلاع أجرته مؤسسة المؤسسة الدولية للمثليين والمثليات ومزدوجي التوجه الجنسي والمتحولين جنسيا وثنائيي الجنس عام 2017، وافق 63% من الفلبينيين على أن المثليين والمثليات ومزدوجي التوجه الجنسي يجب أن يتمتعوا بنفس الحقوق التي يتمتع بها الأشخاص المغايرون، بينما يختلف 20% مع ذلك. إضافة إلى ذلك، وافق 63% على وجوب حمايتهم من التمييز في مكان العمل. ومع ذلك، قال 27% من الفلبينيين أنه ينبغي معاملة الأشخاص الذين تربطهم علاقات جنسية مثلية كمجرمين، بينما لا توافق التعددية التي تبلغ 49% على ذلك. بالنسبة للأشخاص المتحولين جنسياً، وافق 72% على أنه يجب أن يتمتعوا بنفس الحقوق، بينما اعتقد 72% أنه يجب حمايتهم من التمييز في العمل واعتقد 61% أنه ينبغي السماح لهم بتغيير جنسهم القانوني.
وجد استطلاع الوضع الاجتماعي، الذي أجري في الفترة بين 23 و 27 مارس 2018، أن 22% من الفلبينيين يؤيدون الاتحادات المدنية المثلية، في حين كان 61% ضدها و 16% لم يقرروا بعد.

## ملخص
| قانونية النشاط الجنسي المثلي                                                                  | (دوما قانوني)                                               |
| المساواة في السن القانوني للنشاط الجنسي                                                       | (دوما قانوني)                                               |
| قوانين مكافحة التمييز في التوظيف                                                              | / (ليس على المستوى الوطني، في الانتظار على المستوى الوطني)  |
| قوانين مكافحة التمييز في توفير السلع والخدمات                                                 | / (ليس على المستوى الوطني، في الانتظار على المستوى الوطني)  |
| قوانين مكافحة التمييز في جميع المجالات الأخرى (تتضمن التمييز غير المباشر، خطاب الكراهية)      | / (ليس على المستوى الوطني، في الانتظار على المستوى الوطني)  |
| قوانين مكافحة أشكال التمييز المعنية بالهوية الجندرية                                          | // (ليس على المستوى الوطني، في الانتظار على المستوى الوطني) |
| زواج المثليين                                                                                 | (في انتظار الحجج الشفوية في المحكمة العليا)                 |
| الاعتراف القانوني بالعلاقات المثلية                                                           | (في الانتظار)                                               |
| تبني أحد الشريكين للطفل البيولوجي للشريك الآخر                                                | No                                                          |
| التبني المشترك للأزواج المثليين                                                               | No                                                          |
| يسمح للمثليين والمثليات ومزدوجي التوجه الجنسي والمتحولين جنسيا بالخدمة علناً في القوات المسلحة | (منذ عام 2009)                                              |
| الحق بتغيير الجنس القانوني                                                                    | No                                                          |
| علاج التحويل محظور على القاصرين                                                               | No                                                          |
| الحصول على أطفال أنابيب للمثليات                                                              | No                                                          |
| الأمومة التلقائية للطفل بعد الولادة                                                           | No                                                          |
| تأجير الأرحام التجاري للأزواج المثليين من الذكور                                              | (غير قانوني للأزواج المغايرين كذلك)                         |
| السماح للرجال الذين مارسوا الجنس الشرجي التبرع بالدم                                          | Unknown                                                     |